# Педро Абад Сантос
Педро Абад Сантос (Pedro Abad Santos; 31 січня 1876 — 15 січня 1945) — діяч філіппінського національно-визвольного руху.
Був засновником і керівником Соціалістичної партії Філіппін у 1930-х.
Заступник голови Комуністичної партії Філіппін з 1938 до арешту японськими окупантами у 1942 році, брав участь у боротьбі проти іспанських та американських колонізаторів у 1896–1901.

## Ранні роки
Абад Сантос народився в багатій родині в місті Сан-Фернандо, Філіппіни. Він був старшим з 10 дітей Вісенте Абад Сантоса і Торібії Баско. Його рідний брат Хосе Абад Сантос став головним суддею Верховного суду Філіппін.
Педро здобув середню освіту в Колегії де-Сан-Хуан-де-Летран. Пізніше він вступив до Університету Санто-Томас, де він отримав звання доктора медичних наук.
Учасник визвольної революції 1896 року та війни проти США 1899—1902 років. Служив мировим суддею у рідному місті. До лівого руху прийшов під впливом ідей Льва Толстого та Генрі Джорджа, які спонукали його виступати на захист пригніченого селянства; пізніше став прихильником марксизму. З 1907 до кінця 1920-х роках — активний діяч Партії націоналістів.
У 1932 році організував і очолив легальну Соціалістичну партію, яка в 1938 році об'єдналася з компартією, що вийшла з підпілля, в одну легальну компартію Філіппін на з'їзді, що проходив в оперному театрі Маніли. Тоді ж було обрано її віце-головою.
1941 року балотувався у президенти Філіппін.
У 1942—1944 роках разом зі своїм товаришем по партії Крісанто Еванхелістою був ув'язнений японськими окупантами. Був випущений незадовго до смерті через погане здоров'я; президент Хосе Лаурель відмовився його повторно затримувати.
Помер через ускладнення хвороби шлунка.